# Brian Johnson

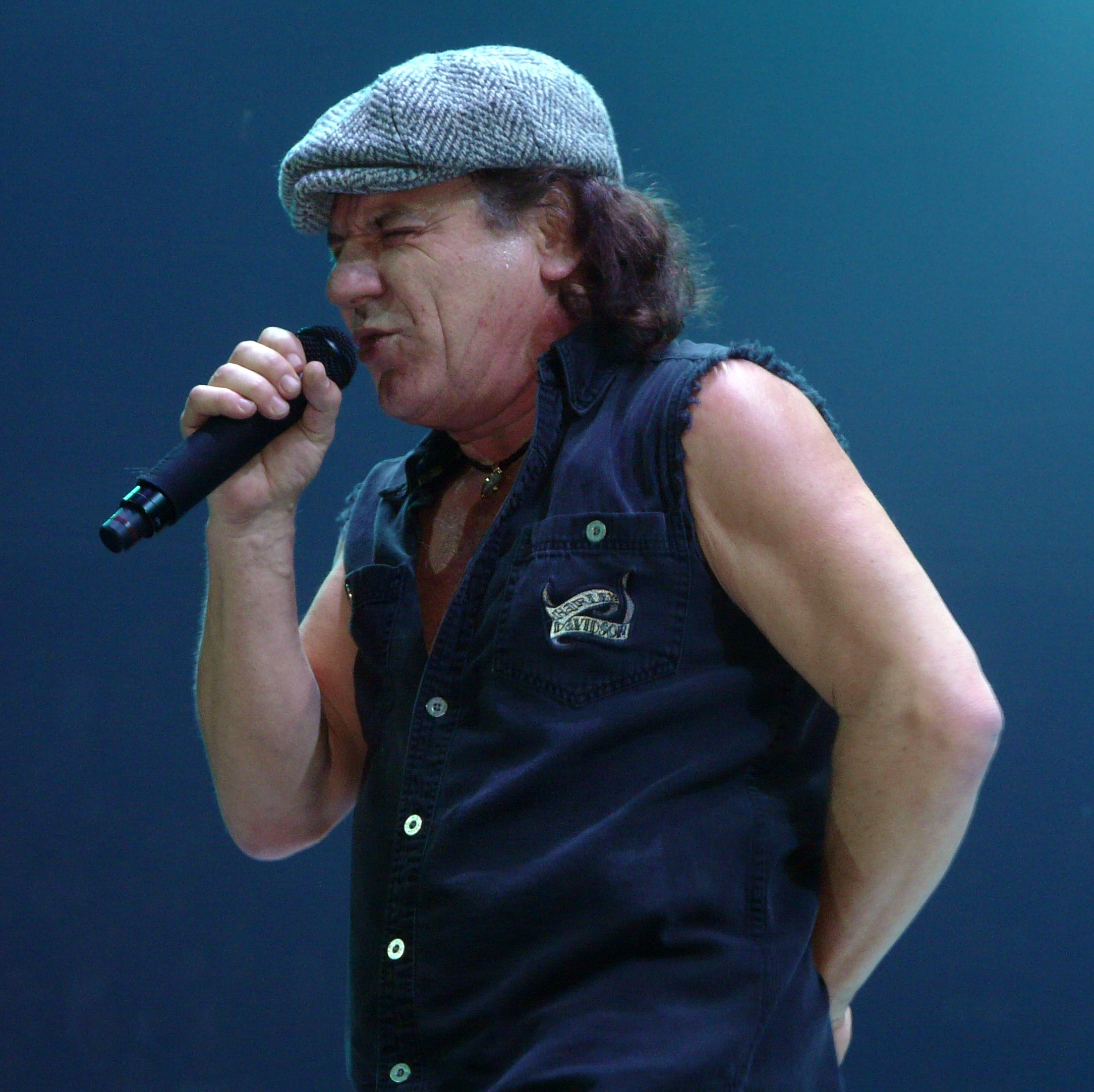
Brian Johnson bei einem Livekonzert, 2008

Brian Johnson (* 5. Oktober 1947 in Dunston, County Durham) ist ein britischer Rockmusiker, der seit 1980 Leadsänger der schottisch-australischen Hard-Rock-Band AC/DC ist.

## Werdegang

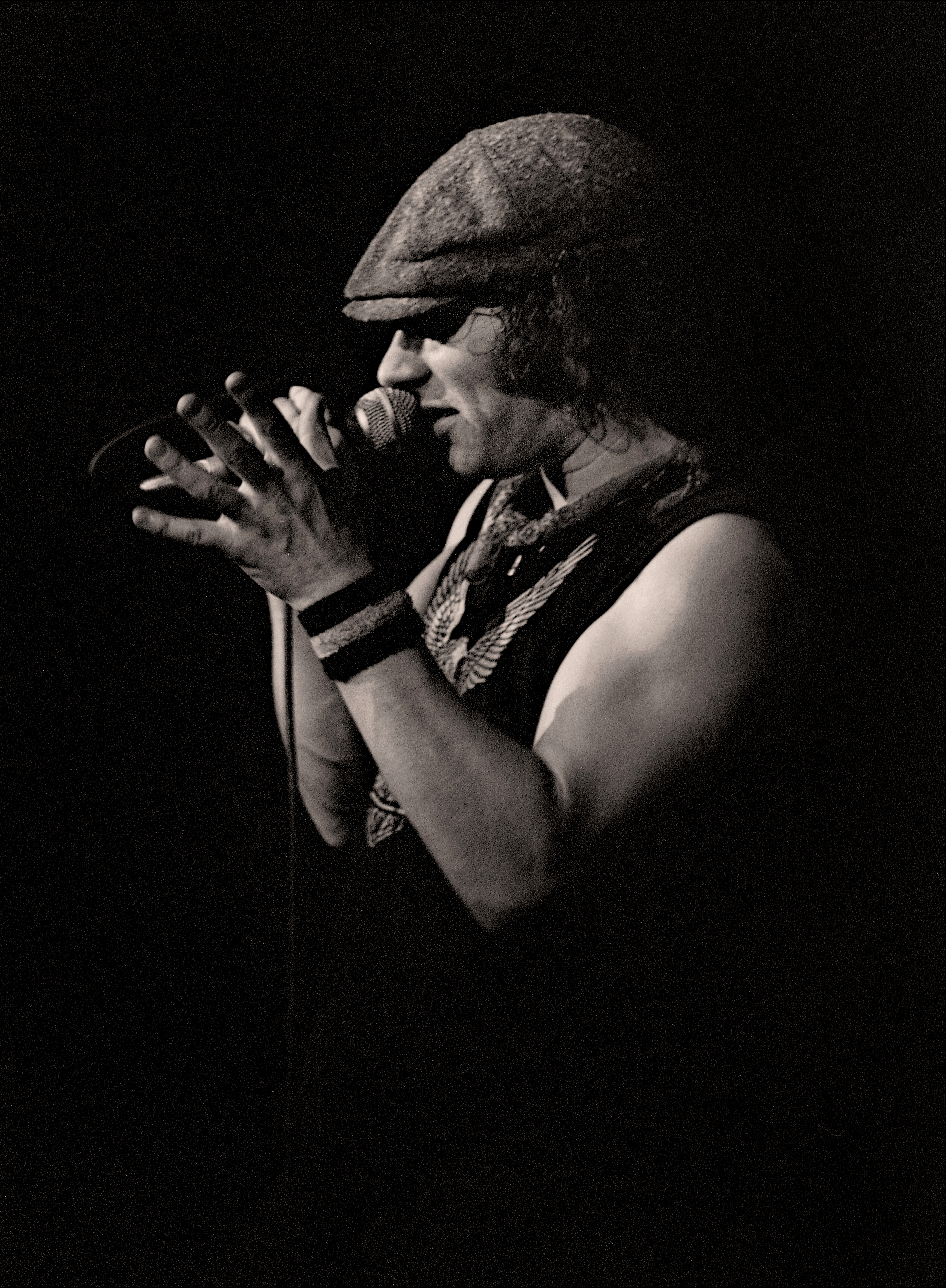
Brian Johnson (1982)

Brian Johnson wurde am 5. Oktober 1947 geboren und ist das älteste von vier Kindern einer Arbeiterfamilie. Er stammt aus Dunston, einem Stadtteil von Gateshead unweit von Newcastle upon Tyne im Nordosten Englands. Sein Vater Alan Johnson arbeitete im Bergbau, Mutter Esther stammt aus Italien. Als Kind war Johnson Pfadfinder und sang im Kirchenchor.
Johnsons erste Band hieß Gobi Desert Canoe Club,  anschließend sang er in einer Formation namens Fresh und in der Kabarett-Club-Band The Jasper Hart Band, die Songs aus dem Musical Hair coverte. Von 1972 bis 1976 war er Leadsänger der Band Geordie, deren Name sich von der Bezeichnung für die Einwohner der Region um Newcastle herleitet. Geordie spielten eine Mischung aus Hard- und Glamrock und landeten im März 1973 mit All Because of You eine Hitsingle in den britischen Charts (Platz 6). Trotz eines vielversprechenden Debütalbums (Hope You Like It), Auftritten in der BBC-Fernsehsendung Top of the Pops und einer Konzerttournee als Vorband von Slade, konnte Geordie nicht mehr an die Erfolge anschließen. Nach der Veröffentlichung ihres dritten Albums (1976) verließ Johnson die Band. Seine kurz darauf veröffentlichte Solo-Single I Can't Forget You Now fand wenig Beachtung und Johnsons Karriere schien nach einer kurzen Phase der Popularität bereits zu Ende zu sein. Er kehrte in seinen alten Beruf in einer Autowerkstatt zurück und sang in einer Coverband.
In den frühen 1970er-Jahren hatte er mit Geordie einige Auftritte als Vorgruppe der Band Fraternity, bei denen er auch Bon Scott, den Sänger von AC/DC, kennenlernte. Dieser sprach später bei AC/DC oft von Johnson. Daran erinnerten sich die verbliebenen Bandmitglieder nach Scotts Tod, und so trat Brian Johnson als Nachfolger von Bon Scott ans Mikrofon. Er selbst war 1978 durch eine Fernsehsendung mit Namen „Rock Goes To College“ auf die Band aufmerksam geworden; das berichtete er in einem Interview in der Dokumentation „AC/DC - Behind The Music“. Er sei vom Stil der Band, besonders von Bon Scott und Angus Young „total begeistert“ gewesen (original: „I was hooked“).
Johnsons Markenzeichen ist seit jeher eine Ballonmütze, die ihm sein Bruder geschenkt hatte, damit seine Haare bei seiner früheren Arbeit in einer Autofabrik nicht verklebt wurden. Er trägt sie bei fast jedem Auftritt.
Seit dem 3. April 1980 ist Brian Johnson offiziell Sänger bei AC/DC; den ersten Live-Auftritt mit der Band hatte er am 29. Juni 1980 im belgischen Namur.
Ende des Jahres 2007 nahmen Brian Johnson und Cliff Williams drei Songs (Chain Gang, Chase the Tail und  Who Phoned the Law) zu dem Film Totally Baked auf, der nur auf DVD erschien.
Im Jahr 2013 nahm Brian Johnson gemeinsam mit Sting zwei Songs für dessen neues Album The Last Ship auf.
Im März 2016 musste AC/DC den US-Teil der Rock-or-Bust-Tournee abbrechen, da Johnson sonst permanente Taubheit gedroht hätte. Die noch verbliebenen zehn Konzerte wurden mit dem Gastsänger Axl Rose nachgeholt, wie auch die späteren Konzerte in Europa. Brian Johnson gab jedoch bekannt, weiterhin Mitglied von AC/DC zu sein. Er könne vorerst nicht mehr live auftreten, im Studio allerdings weiterhin arbeiten. Später konnte er jedoch seine Aufgaben als Sänger im Studio und bei Konzerten wieder übernehmen.
Im Jahr 2017 erschien die Doku-Serie Brian Johnson’s Life on the Road. In den sechs Folgen spricht Johnson mit den Rockmusikern Roger Daltrey (The Who), Lars Ulrich (Metallica), Nick Mason (Pink Floyd), Sting, Joe Elliott (Def Leppard) und Robert Plant (Led Zeppelin) über das Tourleben.
Brian Johnson ist Vater zweier Töchter (* 1968 und * 1973).

## Bands
- 1972 bis 1975 USA (später  umbenannt in Geordie)
- 1979 bis 1980 Geordie II (Geordie neu formiert)
- seit 1980 AC/DC

## Diskografie
mit Geordie
- 1973: Hope You Like It
- 1974: Don’t Be Fooled by The Name
- 1976: Save The World
- 1978: No Good Woman
- 1989: Keep On Rocking

mit AC/DC
- 1980: Back in Black
- 1981: For Those About to Rock
- 1983: Flick of the Switch
- 1985: Fly on the Wall
- 1986: Who Made Who
- 1988: Blow Up Your Video
- 1990: The Razors Edge
- 1992: Live
- 1995: Ballbreaker
- 2000: Stiff Upper Lip
- 2008: Black Ice
- 2010: Iron Man 2 (Soundtrack)
- 2012: Live at River Plate
- 2014: Rock or Bust
- 2020: Power Up

Solo
- 1982: Strange Man (keine echte Soloplatte, sondern eine Best-Of-Compilation von Geordie, die unter dem Namen von Brian Johnson veröffentlicht wurde)
- 2007: Totally Baked Soundtrack

## Schriften
- Rock auf der Überholspur: Eine automobile Autobiographie. Jeske/Mader, Berlin 2010, ISBN 978-3-931624-64-4.
- Die Leben des Brian: Die Autobiografie. Heyne Verlag, München 2022, ISBN 978-3-453-21837-6 (Originaltitel: The Lives of Brian. Übersetzt von Daniel Müller und Sven Scheer).